# Redbrickuniversiteit

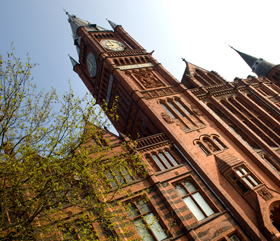
De toren van het Victoria-gebouw aan de Universiteit van Liverpool

Redbrickuniversiteit (Engels: redbrick/red-brick university, letterlijk: 'rodebaksteenuniversiteit') is een informele benaming die gebruikt wordt voor zes universiteiten die opgericht werden in de grote industriële steden van Engeland. Elk van deze universiteiten verwierf haar universiteitsstatus voor de Eerste Wereldoorlog en werd aanvankelijk opgericht als wetenschappelijke en/of ingenieurshogescholen. Het gaat met name over de universiteiten van Birmingham, Liverpool, Leeds, Sheffield, Bristol en Manchester. In het begin verwees de term naar deze op dat moment nieuwe onderwijsinstellingen. Vandaar dat ze door de oude universiteiten pejoratief als zogenaamde arrivisten of neofieten werden beschouwd. Sindsdien werd deze omschrijving niet meer in die zin in gebruik genomen na de opkomst van zogenaamde plateglassuniversiteiten in de jaren zestig met hun moderne architectuur en de herstructurering van verscheidene polytechnische scholen in 1992. De zes onderwijsinstellingen zijn lid van de Russellgroep waarmee ze twee derden van alle onderzoeksgeld ontvangen in het Verenigd Koninkrijk.
De term redbrick werd voor het eerst gebruikt door Edgar Allison Peers, een hoogleraar Spaans aan de Universiteit van Liverpool. Onder het pseudoniem "Bruce Truscot" gebruikte hij het in zijn boek Redbrick University (1943) om deze burgerlijke universiteiten te beschrijven. Deze verwijzing werd geïnspireerd door het feit dat het Victoria-gebouw van de Universiteit van Liverpool gebouwd werd met een opvallende rode baksteen versierd met ornamenten in terracotta. Architect Alfred Waterhouse ontwierp ook de grote hal van de Universiteit van Leeds, nog voor zijn project aan de universiteit van Liverpool. Hoe dan ook werd deze hal pas twee jaar na het Victoria-gebouw afgewerkt.